# ماکیاولی ۱۹۷۳۰
سیارک ۱۹۷۳۰ (به انگلیسی: 19730 Machiavelli، نامگذاری:1999XO36) نوزده هزار و هفتصد و سی‌امین سیارک کشف شده‌است که در ۷ دسامبر ۱۹۹۹ کشف شد.
قدر مطلق سیارک برابر ۲۲٫۴ است.